# Klocktjärnen, Jämtland
Klocktjärnen är en sjö i Åre kommun i Jämtland och ingår i Indalsälvens huvudavrinningsområde. Sjön har en area på 0,196 kvadratkilometer och ligger 533,2 meter över havet.

## Delavrinningsområde
Klocktjärnen ingår i det delavrinningsområde (702251-133655) som SMHI kallar för Utloppet av Ånnsjön. Medelhöjden är 561 meter över havet och ytan är 144,5 kvadratkilometer. Räknas de 173 avrinningsområdena uppströms in blir den ackumulerade arean 1 562,07 kvadratkilometer. Indalsälven (Bodsjöströmmen) som avvattnar avrinningsområdet har biflödesordning 2, vilket innebär att vattnet flödar genom totalt 2 vattendrag innan det når havet efter 363 kilometer. Avrinningsområdet består mestadels av skog (41 procent) och sankmarker (14 procent). Avrinningsområdet har 57,85 kvadratkilometer vattenytor vilket ger det en sjöprocent på 40 procent.